# 24907 Alfredhaar
24907 Alfredhaar este un asteroid din centura principală de asteroizi.

## Descriere
24907 Alfredhaar este un asteroid din centura principală de asteroizi. A fost descoperit pe 4 februarie 1997 la Prescott (Arizona) de Paul G. Comba. Asteroidul prezintă o orbită caracterizată de o semiaxă mare de 2,45 ua, o excentricitate de 0,07 și o înclinație de 4,7° în raport cu ecliptica.